# Tlajomulco de Zúñiga
Tlajomulco de Zúñiga è un comune del Messico, situato nello stato di Jalisco.